# Boulevard Triomphal
Le  boulevard Triomphal est l’une des artères de la ville de Kinshasa, capitale de la république démocratique du Congo,.

## Situation et accès
Long d'environ 2 165 mètres de long et 16 mètres de large, situé dans le prolongement du boulevard Sendwe le boulevard Triomphal débute à l'intersection avec l'avenue Kasa-Vubu et se termine avenue Pierre Mulele.

## Origine du nom
Le nom Triomphal évoque une idée de grandeur et de célébration nationale. Bien que les sources ne précisent pas une origine exacte, ce type de dénomination est souvent utilisé pour des avenues symboliques qui traversent des zones institutionnelles ou commémoratives.

## Historique
Le boulevard a été un point central lors des 9e Jeux de la Francophonie en 2023. Il sert de passage obligé entre les différents sites culturels et sportifs, facilitant les déplacements à pied entre les lieux comme le stade Tata-Raphaël, le Musée de Kinshasa et le Palais du Peuple.

## Bâtiments remarquables et lieux de mémoire
Le boulevard abrite quelques-unes des principales institutions politiques et économiques de la ville, entre autres :  
- Stade des martyrs,
- Palais du peuple,
- Cathédrale du Centenaire protestant
- Musée national de la république démocratique du Congo
- Kinshasa Arena
- PNMLS